# Lauren Sesselmann
Lauren Sesselmann (née le 14 aout 1983 à Marshfield (Wisconsin) aux États-Unis de parents canadiens) est une joueuse de football (de soccer) canadienne évoluant au poste de défenseure. Elle est membre de l'Équipe du Canada de soccer féminin.

## Biographie
Adolescente, Sesselmann pratique au lycée deux sports (le soccer et le basket-ball). Elle aide l'équipe féminine de basketball de l'Académie Notre-Dame (lycée situé à Green Bay au Wisconsin), à remporter plusieurs championnats scolaires dont une saison sans défaite en 2001 et un titre de championnat de l'État du Wisconsin en basketball féminin en 2001.

### Carrière en club

#### NCAA
Lors de son entrée à l'université, elle décide contre toute attente de délaisser le basketball et d'évoluer comme attaquante au soccer.
Sesselmann joue à l'Université Purdue de 2001 à 2005. Elle établit six records dans la Conférence Big-Ten de la Première Division NCAA en ce qui concerne les points, les buts, les passes, les buts gagnants, le nombre de buts par match, et les tirs au but. Elle est nommée sur la première équipe d'étoiles de la Conférence Big Ten en 2003 et 2005. Elle est diplômée en marketing en 2006 .

#### WPSL et W-League
Après son université, Sesselmann enfile le maillot du FC Indiana. En 2007, l'équipe évolue dans la Women's Premier Soccer League et remporte le championnat de la ligue. La saison suivante, en 2008, le FC Indiana évolue dans la W-League. Sesselmann marque neuf buts et réalise quatre passes en 14 matchs pour aider son équipe à terminer finaliste dans le championnat de la W-League.

#### WPS
Lors de la création de la Women's Professional Soccer en 2009, Sesselmann est recruté par le Sky Blue FC. Sa saison 2009 est décevante malgré la conquête du Championnat WPS par le Sky Blue. En préparation pour la saison 2010, elle devient agent libre sans contrat et s'entraîne avec l'Athletica de Saint-Louis mais elle n'est pas choisie pour faire partie de l'effectif de l'équipe. 
Elle signe finalement pour Atlanta Beat, et l’entraîneur-chef James Galanis la convertie en joueuse défensive latérale gauche. Elle y joue durant les saisons 2010 et 2011.

#### NWSL
Le 11 janvier 2013, elle est mise à disposition du FC Kansas City, jouant dans la nouvelle National Women's Soccer League.

### Carrière en sélection nationale
En septembre 2011, Sesselmann fait ses grands débuts avec l'Équipe du Canada de soccer féminin. Elle est sélectionnée pour le camp d'entraînement menant aux deux matches amicaux contre les États-Unis. Puis en remplacement de Marie-Ève Nault blessée, Sesselmann est choisie défenseure dans le onze partant des canadiennes aux Jeux panaméricains de 2011. Elle y joue dans quatre des cinq matches et aide le Canada à remporter la médaille d'or. 
Sesselmann participe aux qualifications pré-olympiques de la Concacaf et aux Jeux olympiques de 2012.
Elle est de nouveau sélectionnée pour la Coupe du monde de 2015 et est titulaire pour quatre des cinq matchs du Canada.

## Palmarès

### En équipe nationale
- Médaille d'or aux Jeux panaméricains 2011
- Médaille de bronze aux Jeux olympiques de 2012

### En club
- Vainqueur du championnat de la Women's Premier Soccer League en 2007
- Vainqueur du championnat de la Women's Professional Soccer en 2009